# 深澤佑太
深澤 佑太（ふかざわ ゆうた、2000年8月15日 - ）は、大阪府出身のサッカー選手。Jリーグ・愛媛FC所属。ポジションはミッドフィールダー。2025年シーズン、カターレ富山に内定した深澤壯太は実弟。

## 来歴
中学時代はガンバ大阪の下部組織に所属していた。その後、大阪桐蔭高校を経て関西大学に進学。同大サッカー部では4年時に主将を務めた。2022年10月5日、2023年シーズンからの愛媛FC加入内定が発表された。
2023年3月5日、J3リーグ開幕戦のいわてグルージャ盛岡戦でJリーグデビューを飾った。同年7月15日、第18節のヴァンラーレ八戸戦でJ初ゴールを記録し、逆転勝利に貢献。
2024年、プロ2年目を迎えるにあたり、背番号を大学時代に背負った8番へと変更した。

## プレースタイル
精度の高いプレースキックを持ち、攻守にわたり豊富な運動量でチームを支える。

## エピソード
タレントの武井壮に似ている。小学生時代から深澤を知る谷本駿介には、当時から似ていたと言われている。
試合中に汗を拭く際に顔をゴシゴシする癖があり、サポーターにも撮影してもらい #顔ゴシゴシ深澤佑太 でSNSに投稿してほしいと願っている。
愛媛FCでチームメイトの谷岡昌は関西大学時代の後輩でもあり、谷岡が深澤を尊敬していることから深澤佑太のイエスマンでもある。

## 所属クラブ
- 岩田FC
- ガンバ大阪Jrユース
- 大阪桐蔭高校
- 関西大学
- 2023年 -  愛媛FC

## 個人成績
| 国内大会個人成績 | 国内大会個人成績 | 国内大会個人成績 | 国内大会個人成績 | 国内大会個人成績 | 国内大会個人成績 | 国内大会個人成績 | 国内大会個人成績 | 国内大会個人成績 | 国内大会個人成績 | 国内大会個人成績 | 国内大会個人成績 |
| 年度             | クラブ           | 背番号           | リーグ           | リーグ戦         | リーグ戦         | リーグ杯         | リーグ杯         | オープン杯       | オープン杯       | 期間通算         | 期間通算         |
| 年度             | クラブ           | 背番号           | リーグ           | 出場             | 得点             | 出場             | 得点             | 出場             | 得点             | 出場             | 得点             |
| 日本             | 日本             | 日本             | 日本             | リーグ戦         | リーグ戦         | リーグ杯         | リーグ杯         | 天皇杯           | 天皇杯           | 期間通算         | 期間通算         |
| ---------------- | ---------------- | ---------------- | ---------------- | ---------------- | ---------------- | ---------------- | ---------------- | ---------------- | ---------------- | ---------------- | ---------------- |
| 2022             | 関西大           | 8                | 他               | -                | -                | -                | -                | 2                | 0                | 2                | 0                |
| 2023             | 愛媛             | 26               | J3               | 21               | 2                | -                | -                | -                | -                | 21               | 2                |
| 2024             | 愛媛             | 8                | J2               | 35               | 2                | 1                | 0                | 0                | 0                | 36               | 2                |
| 2025             | 愛媛             | 8                | J2               |                  |                  |                  |                  |                  |                  |                  |                  |
| 通算             | 日本             | 日本             | J2               | \|35             | 2                | 1                | 0                | 0                | 0                | 36               | 2                |
| 通算             | 日本             | 日本             | J3               | 21               | 2                | -                | -                | -                | -                | 21               | 2                |
| 通算             | 日本             | 日本             | 他               | -                | -                | -                | -                | 2                | 0                | 2                | 0                |
| 総通算           | 総通算           | 総通算           | 総通算           | 56               | 4                | 1                | 0                | 2                | 0                | 59               | 4                |

出場歴
- Jリーグ初出場 - 2023年3月5日 J3第1節 いわてグルージャ盛岡戦 (ニンジニアスタジアム)
- Jリーグ初得点 - 2023年7月15日 J3第18節 ヴァンラーレ八戸戦 (プライフーズスタジアム)